# مايكل تشو
مايكل تشو (بالصينية: 周文健) هو ممثل صيني، ولد في 25 ديسمبر 1960 في كندا.

## وصلات خارجية
- مايكل تشو على موقع IMDb (الإنجليزية)
- مايكل تشو على موقع ألو سيني (الفرنسية)
- مايكل تشو على موقع قاعدة بيانات الفيلم (الإنجليزية)